# Junonia natalica
Junonia natalica is een vlinder uit de familie Nymphalidae. De wetenschappelijke naam van deze soort is voor het eerst voorgesteld als Precis natalica door Cajetan Freiherr von Felder en Rudolf Felder in een publicatie uit 1860.

## Verspreiding
De soort komt voor in tropisch Afrika waaronder Congo-Kinshasa, Oeganda, Kenia, Burundi, Tanzania, Angola, Zambia, Malawi, Mozambique, Namibië, Zimbabwe, Botswana, Zuid-Afrika en Eswatini.

## Waardplanten
De rups leeft op soorten van de acanthusfamilie (Acanthaceae) waaronder:
- Asystasia gangetica (L.) T.Anderson subsp. micrantha (Nees) Ensermu
- Asystasia gangetica (L.) T.Anderson
- Barleria obtusa Nees
- Dicliptera clinopodia Nees
- Dicliptera heterostegia C.Presl
- Dyschoriste nagchana (Nees) Bennet
- Hygrophila sp.
- Hypoestes aristata (Vahl) Sol. ex Roem. & Schult.
- Hypoestes forskaolii (Vahl) R.Br.
- Isoglossa cooperi C.B.Clarke
- Isoglossa woodii C.B.Clarke
- Justicia capensis Thunb.
- Justicia flava (Forssk.) Vahl
- Justicia petiolaris (Nees) T.Anderson
- Justicia protracta (Nees) T.Anderson
- Nicoteba betonica (L.) Lindau
- Paulowilhelmia sp.
- Phaulopsis imbricata (Forssk.) Sweet
- Phaulopsis johnstonii C.B.Clarke
- Ruellia cordata Thunb.
- Ruellia patula Jacq.

## Ondersoorten
- Junonia natalica natalica (C. & R. Felder, [1860]) (Oost- en Midden-Kenia, Tanzania, Zambia, Malawi, Mozambique, Namibië, Zimbabwe, Noord-Botswana, Zuid-Afrika en Eswatini)
- Junonia natalica angolensis (Rothschild, 1918) (Zuidoost-Congo-Kinshasa, Oeganda, Burundi en Angola)
  - = Precis natalica angolensis Rothschild, 1918
  - = Precis natalica var. schmidti Neustetter, 1927